# 1981 في المملكة المتحدة
فيما يلي قوائم الأحداث التي وقعت خلال عام 1981 في المملكة المتحدة.

## سياسة

### تعيين في المنصب
- 5 يناير – جون نوت وزير الدفاع [الإنجليزية]‏.
- 5 يناير – فرانسيس بيم، البارون بيم زعيم مجلس العموم [الإنجليزية]‏.

### انتهاء فترة المنصب
- 5 يناير – جون نوت وزير الدولة للأعمال والتجارة [الإنجليزية]‏.
- 5 يناير – فرانسيس بيم، البارون بيم وزير الدفاع [الإنجليزية]‏.

## رياضة
- 1 يناير – بطولة ويمبلدون 1981
- 18 يوليو – جائزة بريطانيا الكبرى 1981 الفائز جون واتسون.

## ظهور
- 19 أغسطس – بت شوب بويز

## أفلام
من الأفلام التي صدرت هذه السنة في المملكة المتحدة:
- 1 يناير – شروق وسقوط إيدا أمين من إخراج Sharad Patel ‏.
- 30 مارس – عربات النار من إخراج هيو هدسون.
- 26 يونيو – من أجل عينيك فقط من إخراج جون جلان (مخرج أفلام).[1]
- 21 أغسطس – مستذئب أمريكي في لندن من إخراج جون لانديس.
- 4 ديسمبر – سوبرمان 2 من إخراج ريتشارد ليستير، ريشارد دونر.

## برامج ومسلسلات وأنمي
- السنافر

## كتب
من الكتب التي صدرت هذه السنة في المملكة المتحدة:
- 1 يناير – أطفال منتصف الليل من تأليف سلمان رشدي.

## مواليد

### يناير
- 1 يناير – فينيت روبينسون[2]
- 1 يناير – كاميلا أرفويدسون[3]
- 1 يناير – كورت واربيرتون فنان قتال مختلط من المملكة المتحدة.
- 1 يناير – لوك سومرز
- 1 يناير – ناجي أبو نوار مخرج أفلام أردني.
- 10 يناير – خانو سميث لاعب كرة قدم برمودي.[4]
- 11 يناير – جيميليا
- 16 يناير – بوبي زامورا لاعب كرة قدم إنجليزي.[5]
- 17 يناير – وارن فيني لاعب كرة قدم.[6]
- 22 يناير – قاي ويلكس سائق رالي من المملكة المتحدة.
- 30 يناير – بيتر كراوتش لاعب كرة قدم إنجليزي.[7]

### فبراير
- 3 فبراير – موريس روس لاعب كرة قدم اسكتلندي.
- 8 فبراير – صوفي شودري ممثلة ومغنية بريطانية، وُلدت في 8 فبراير 1981..
- 9 فبراير – توم هيدليستون ممثل بريطاني.[8]
- 10 فبراير – أندرو جونسون لاعب كرة قدم إنجليزي.[9]
- 19 فبراير – نيكي شوري لاعب كرة قدم إنجليزي.[10]
- 20 فبراير – توني هيبرت لاعب كرة قدم إنجليزي.[11]
- 23 فبراير – غاريث باري لاعب كرة قدم إنجليزي.[12]

### مارس
- 2 مارس – داني وليامز لاعب كرة قدم إنجليزي.
- 4 مارس – لورا كيلي ممثلة بريطانية.[13]
- 6 مارس – تيم براون لاعب كرة قدم نيوزلندي.
- 10 مارس – جوناثان ماري لاعب كرة مضرب من المملكة المتحدة.
- 10 مارس – ستيفن ريد لاعب كرة قدم أيرلندي.[14]
- 11 مارس – روهال أحمد
- 13 مارس – ديفيد أليو لاعب كرة سلة من الولايات المتحدة الأمريكية.
- 15 مارس – برادلي برايس
- 19 مارس – ستيف كامينغز
- 20 مارس – يان موراي لاعب كرة قدم اسكتلندي.[15]
- 26 مارس – جاي شون[16]

### أبريل
- 1 أبريل – هانا سبيريت ممثلة بريطانية.[17]
- 5 أبريل – توم رايلي ممثل إنجليزي.[18]
- 10 أبريل – ليز مكلارنن[19]
- 11 أبريل – مات ريان[20]
- 12 أبريل – غرانت هولت لاعب كرة قدم من المملكة المتحدة.[21]
- 20 أبريل – مارك هيلتون لاعب كرة مضرب بريطاني.
- 25 أبريل – جاك وليامز لاعب كرة قدم إنجليزي.[22]
- 29 أبريل – جورج مكارتني لاعب كرة قدم إنجليزي.[23]

### مايو
- 1 مايو – مايك لينزلي لاعب كرة سلة بريطاني.[24]
- 2 مايو – كريس كيركلاند لاعب كرة قدم إنجليزي.[25]
- 2 مايو – مات موراي لاعب كرة قدم إنجليزي.[26]
- 5 مايو – كريغ دايفد[27]
- 10 مايو – ليون جونسون لاعب كرة قدم بريطاني.[28]
- 15 مايو – بول كونشيسكي لاعب كرة قدم إنجليزي.[29]
- 15 مايو – زارا فيليبس متسابقة حدث من المملكة المتحدة.
- 15 مايو – ماثيو هاتون ملاكم من المملكة المتحدة.
- 16 مايو – جوزيف مورغان وصف.[30]
- 17 مايو – ليون أوسمان لاعب كرة قدم إنجليزي.[31]
- 27 مايو – بين ديفيز لاعب كرة قدم بريطاني.[32]

### يونيو
- 7 يونيو – لي جونسون لاعب ومدرب كرة قدم إنجليزي.
- 7 يونيو – مايكل لافيرتي متسابق دراجات نارية من المملكة المتحدة.
- 20 يونيو – أنتوني سمول
- 23 يونيو – أنتوني كوستا
- 30 يونيو – توم بيرك ممثل إنجليزي.[33]
- 30 يونيو – كريستوفر سميث لاعب كرة قدم من المملكة المتحدة.

### يوليو
- 21 يوليو – بالوما فايث موسيقية بريطانية.[34]
- 28 يوليو – مايكل كاريك لاعب كرة قدم إنجليزي.[35]
- 31 يوليو – تايتوس برامبل لاعب كرة قدم بريطاني.[36]

### أغسطس
- 1 أغسطس – نزيل عزمي مغني ومؤلف من المملكة المتحدة.
- 11 أغسطس – مارتن كونسيبسيون ملاكم من المملكة المتحدة.
- 14 أغسطس – ماثيو إثرينغتون لاعب كرة قدم إنجليزي.[37]
- 20 أغسطس – بن بارنز[38]

### سبتمبر
- 3 سبتمبر – فيرن كوتون[39]
- 7 سبتمبر – داريوس هندرسون لاعب كرة قدم بريطاني.[40]
- 16 سبتمبر – نيكولا مكليان عارضة من المملكة المتحدة.
- 19 سبتمبر – كونور نيلاند لاعب كرة مضرب أيرلندي.
- 26 سبتمبر – غراهام ستاك لاعب كرة قدم إنجليزي.[41]
- 30 سبتمبر – آدم موراي[42]

### أكتوبر
- 1 أكتوبر – روبرت فيرند ممثل بريطاني.[43]
- 11 أكتوبر – سام ريكيتس لاعب كرة قدم إنجليزي.[44]
- 23 أكتوبر – بول بوكانان
- 25 أكتوبر – شون رايت فيليبس لاعب كرة قدم إنجليزي.[45]
- 29 أكتوبر – كالوم ويلوك لاعب كرة قدم إنجليزي.[46]

### نوفمبر
- 4 نوفمبر – ستيوارت ثورغود لاعب كرة قدم إنجليزي.[47]
- 4 نوفمبر – قاي مارتن متسابق دراجات نارية من المملكة المتحدة.
- 8 نوفمبر – جو كول لاعب كرة قدم إنجليزي.[48]
- 9 نوفمبر – جوبي مكانوف لاعب كرة قدم إنجليزي.[49]
- 17 نوفمبر – ساره هاردنغ موسيقية بريطانية.[50]
- 20 نوفمبر – أندريا رايزبورو ممثلة بريطانية.
- 20 نوفمبر – كيمبرلي وولش[51]
- 23 نوفمبر – ريكي ويتل[52]
- 26 نوفمبر – ناتاشا بدنجفيلد
- 27 نوفمبر – توم هرندل مصور من المملكة المتحدة.
- 27 نوفمبر – ماثيو تايلور لاعب كرة قدم إنجليزي.[53]

### ديسمبر
- 6 ديسمبر – أشلي ماديكوي[54]
- 12 ديسمبر – ستيفن وارنوك لاعب كرة قدم إنجليزي.[55]
- 14 ديسمبر – ليام لورينس لاعب كرة قدم إنجليزي.[56]
- 15 ديسمبر – ميشيل دوكري[57]
- 16 ديسمبر – غاريث وليامز لاعب كرة قدم بريطاني.
- 17 ديسمبر – بايرون بوب لاعب كرة قدم إنجليزي.[58]
- 28 ديسمبر – داني ويبر لاعب كرة قدم إنجليزي.[59]
- 29 ديسمبر – شارلوت رايلي[60]
- 30 ديسمبر – جون باركن لاعب كرة قدم إنجليزي.[61]

## وفيات

### يناير
- 1 يناير – روبرت إيثرنغتون (مواليد 1899) لاعب كرة قدم بريطاني.
- 1 يناير – موريس كايل (مواليد 1937) لاعب كرة قدم إنجليزي.
- 3 يناير – الأميرة أليس، كونتيسة أثلون (مواليد 1883)[62]
- 6 يناير – آرتشيبالد جوزيف كرونين (مواليد 1896)[63]
- 16 يناير – برنارد لي (مواليد 1908) ممثل إنجليزي.[64]
- 19 يناير – إيريك بون (مواليد 1919)

### فبراير
- 26 فبراير – روبرت ايكمان (مواليد 1914)[65]

### مارس
- 23 مارس – بيترس تنزلي (مواليد 1941) عالمة فلك نيوزيلندية.[66]
- 23 مارس – كلود أوكنلك (مواليد 1884) ضابط من المملكة المتحدة.[67]
- 23 مارس – مايك هايلوود (مواليد 1940)[68]

### أبريل
- 21 أبريل – دوروثي إيدي (مواليد 1904) عالمة مصريات مصرية.

### مايو
- 5 مايو – بوبي ساندز (مواليد 1954)[69]
- 31 مايو – باربارا وارد (مواليد 1914)[70]

### يوليو
- 28 يوليو – ويلبور كوش (مواليد 1928) لاعب كرة قدم أيرلندي شمالي.

### سبتمبر
- 29 سبتمبر – بيل شانكلي (مواليد 1913) لاعب ومدرب كرة قدم اسكتلندي.[71]